# FE-lyssning
Före/efter-lyssning (F/E-lyssning) är en metod för att undersöka om och hur en apparat i en ljudanläggning ”färgar” återgivningen genom att tillföra eller ta bort något från signalen. Metoden går i korthet ut på att via en fungerande anläggning "lyssna på signalen" (hämta den elektriskt) på ingången av apparaten (”före”) och jämföra med hur det låter på utgången (”efter”). Testsignal kan vara vad som helst, till exempel musik.
F/E-lyssning kan användas för till exempel förförstärkare, signalkablar, slutsteg eller högtalarkablar. Även apparater som har in- och utsignal i olika domäner kan undersökas, men då alltid i par, tillsammans med en apparat som omvandlar signalen i den andra riktningen. För slutsteg och högtalarkablar används ofta en så kallad konstlast för att simulera inkopplade högtalare, men alla testobjekt som man vill undersöka med F/E-lyssning bör vara belastade på ett sätt som motsvarar normal användning.

## Kopplingsschema
Testobjektet, till exempel en förstärkare, kopplas till en signalkälla och efterföljande stegs ingång. Om testobjektet är ett slutsteg eller en högtalarkabel är belastningen normalt en högtalare, och då kan den ersättas av en så kallad konstlast (se illustration ovan). Denna konstlast belastar testobjektet på precis samma sätt som en högtalare. Fördelen med en konstlast är att förstärkaren kan ställas in att ”spela starkt”, utan att kontrollyssningen störs, eftersom konstlasten är tyst. I själva verket så är konstlasten en högtalare, men med extremt låg verkningsgrad. 
Lyssningsförstärkaren är en vanlig förstärkare utan några större krav, som kopplas till högtalare eller hörlurar. Lyssningsförstärkaren och dess högtalare måste inte vara bättre än det testade objektet för att man ska kunna höra skillnad på ”F” och ”E”, men TUMREGELN att välja så bra kringutrustning som möjligt skadar självklart inte. Även programmaterialet man använder vid lyssningen bör väljas med omsorg. Det är i praktiken mycket viktigare än valet av kringutrustning. Allt programmaterial avslöjar ju inte alla sorters fel, medan all kringutrustning (med mycket få undantag) släpper igenom alla sorters fel, i någon grad.

## Testförfarande
1. Justera F-volymkontrollen så att testobjektet testas vid önskad (valfri) nivå. Lämpligen testas både låga och höga nivåer. E-volymen justeras så att volymen blir exakt lika genom lyssningsförstärkaren när F/E-omkopplaren ställs i sina bägge lägen. Detta bör mätas så att skillnaden ligger inom 0,05 dB. Är apparatens tonkurveavvikelse större eller av samma storleksordning så bör man börja med att ställa efter medelvärdet 100 - 4000 Hz, men även vara beredd på att göra manuella nivåjusteringar för att subjektivt minska den upplevda skillnaden mellan F och E. På så vis minimerar man risken för att de skillnader man hör beror på nivåfel som skulle ha undvikits vid normalt bruk av apparaten, då man ju kan ställa volymen helt efter behag.
2. Lyssna noga i lyssningssystemet efter skillnader mellan F och E. Om inga skillnader kan höras trots att förutsättningarna är optimala, kan testobjektet betraktas som ”transparent” i det aktuella fallet (med det programmaterialet, med de lyssnarna, denna dag...), dvs den påverkar inte signalen annat än möjligen genom att signalen förstärks. Icke-detektion är dock ett s.k. nollresultat som egentligen inte bevisar någonting annat är att man inte lyckades vederlägga nollhypotesen att apparaten är perfekt, men självklart är det ett indicium om att apparaten är bra, med en vikt som bestäms av kvaliteten på studien i sin helhet. Den måste dock bedömas subjektivt. Om skillnad detekteras mellan F och E kan man däremot dra slutsatser: Dels visar det att apparaten färgar musiksignalen (med en säkerhet som bestäms av den statistiska signifikans som erhållits ur svarsserierna) och dels (viktigare) så kan man höra och beskriva HUR den färgar. 
Den största styrkan med F/E-lyssning är att resultaten har kunnat konstateras bli konsekventa och väldigt oberoende av kringutrustningen. Det beror förstås på att man inte bara lyssnar och tycker något om hur musiken låter med apparaten i kedjan, utan man har tillgång till hur den skulle låta med en "perfekt transparent musikförmedlare" på plats i kedjan, istället för testobjektet - nämligen det som illustreras av F, signalen för testobjektet. 

## Öppen och blind lyssning
Öppen lyssning, när lyssnarna vet om F- eller E-läget är inkopplat, är bra i början av en lyssning för att lyssnarna ska lära sig höra skillnaderna, om sådana finns. Vill man vara helt säker på att skillnaderna verkligen uppfattas korrekt, kan det vara bra att använda blind testning, då det krävs att lyssnarna inte vet om det är ”F” eller ”E” som avlyssnas. Helst ska lyssningen också vara dubbelblind, dvs inte heller testledaren ska veta vilket läge som är inkopplat, alternativt, testledaren kommunicerar inte med lyssnarna under pågående lyssning. 
Analysen av resultatet från en blind lyssning sker med sedvanliga statistiska metoder.

## Resultat
Som resultat av F/E-lyssningen kan man i förekommande fall sluta sig till hur apparaten påverkar signalen i testuppställningen. Beskrivningarna är inga mätvärden och de är helt subjektiva, så det går inte att leda i bevis att alla skulle ha upplevt påverkan lika stor eller likadant, eller ens hört den alls. I praktiken kan man dock konstatera att upprepbarheten är mycket god och att samstämmigheten nästan alltid är enastående. 
Om påverkan kan påvisas bör man ta alla möjliga felkällor i beaktande innan man drar slutsatsen att det går att detektera en förändring, t.ex. är nivåmatchning en kritisk faktor. Detektion bör alltid avslutas med kontroll av nivåmatchningen. 
Om man inte kunnat detektera någon förändring går det däremot aldrig att dra slutsatsen att en hörbar förändring inte skulle ha uppstått med t.ex. annat programmaterial, annan last, annan lyssningsnivå, med andra lyssnare, med annan lyssningsanläggning eller vid ett annat tillfälle. Metoden har dock vid praktiskt bruk visat sig vara förhållandevis okänslig för egenskaperna i lyssningskedjan utanför testobjektet, eftersom man bara behöver koncentrera sig på att lyssna efter skillnader mellan F och E. 
Fördelen med det resultat man får vid en detektion med hjälp av F/E-lyssning, är att man vet att det är representativt för testobjektets egenskaper. Skälet till att det blir så är kombinationen av isolerat testobjekt och att lyssningen sker blint. I vanliga A/B-lyssningar däremot, kan en hörd skillnad lika gärna vara representativ för jämförelseobjektet, och i en helt subjektiv lyssning på ett testobjekt inkopplad i en kedja kan den samlade upplevelsen av att lyssna på kedjan dessutom ligga i vilken eller vilka delar av kedjan som helst, inklusive programmaterialet. 